# ドキドキしすたぁパラダイス
『ドキドキしすたぁパラダイス』は、2003年2月14日にlightより発売された18禁恋愛アドベンチャーゲームである。DVD版も2004年2月13日に発売されている。しすパラと略される。
DVD-ROM版には『紅』の登場人物がゲスト出演するシナリオも収録されている。

## ストーリー
両親の海外転勤により、主人公は夏休みを従姉妹のもとで過ごすことにする。主人公はひょんなことから、彼女たちが経営するファミリーレストランCorrettoの手伝いをするはめになる。

### DVD版追加シナリオ
フォルテッシモ修行！
些細な言い争いの中で、主人公は瑞葉から半人前とののしられるも、自らの力不足を痛感する。雪奈は主人公を無理やりフォルテッシモの新人研修に参加させる。
数日後、フォルテッシモへ様子を見に来た瑞葉と蛍は、郁子に出くわし言い争いとなる。普段なら郁子が退散するはずだが、この時は主人公が研修に参加していたため、郁子は強気になって勝負を挑んできた。
しすクレ
紅狩り・一原冬也が、Corretでアルバイトをはじめた。
冬也の冬也の育ての親兼義妹の一原 睦月は、冬也が美女たちを目当てにアルバイトをしたのではないかと誤解し、様々な妨害策を展開してきた。

## 登場人物
藤之宮雪奈
声優：長崎みなみ
藤之宮家の長女。 Correttoのチーフマネージャを務めている一方、料理が不得意であるうえ、ドジな性格故に食器類を割ってしまうため、厨房への立ち入りを制限されている。爆乳。
藤之宮瑞葉
声優：歌織
藤之宮家の次女。 Correttoではウェイトレスをしている。気が強い性格で主人公や郁子とは言い争いすることが多いが、夜は主人公に対しておとなしく言い寄ってくる。
藤之宮ひな
声優：金田まひる
藤之宮家の三女。 天然系妹キャラで、店のマスコット的存在だが、トラブルメーカーでもある。姉妹で2番目に胸が大きい。料理は得意ではない。
藤之宮蛍
声優：YUKI
藤之宮家の四女。 かいがいしくつつましい性格をしている。主に厨房を担当しており、彼女の料理や接客の評判は高い。病弱。
宮川郁子
声優：草柳順子
主人公と瑞葉の幼なじみで、特に瑞葉とはよく衝突する。実家は、強引な手法で同業他社をつぶしてきて成長を遂げてきた宮川グループである。病気の父に代わり、強襲迎撃用店舗・フォルテシモを経営している。
主人公との結婚を夢見ており、ことあるごとにダーリン呼ばわりする。
葉山由香里
声優：鳩野比奈
郁子の家の分家の出の女性。郁子の右腕として"フォルテシモ"に勤務している。
葉山沙由理
声優：中瀬ひな
由香里の双子の姉。

## スタッフ
- シナリオ：はっと、渡部真也
- 原画：泉まひる
- 音楽：ソネ コウタロウ

## 主題歌
「ドキドキ！しすたぁパラダイス☆」
作詞：響はっと／作曲：ソネコウタロウ／歌：長崎みなみ含むドキドキしすたーず